# Marcel Reich-Ranicki
Marcel Reich-Ranicki (API: /maʁˈsɛl ˌʁaɪ̯ç ʁaˈnɪtski/) (n. 2 iunie 1920, Włocławek, Polonia, d. 18 septembrie 2013, Frankfurt pe Main, Germania) a fost un critic literar german și membru al Grupului 47. Este considerat cel mai influent critic literar german contemporan.

## Viața
Născut Marceli Reich din tată evreu polonez și mamă evreică din Germania, se mută la vârsta de 9 ani cu familia în Germania, la Berlin, unde face cunoștință cu literatura germană. Fiind evrei, familia este deportată în Polonia în octombrie 1938, iar din 1940 vor locui în ghetoul din Varșovia. În gheto, lucrează în Judenrat (Consiliul evreiesc) ca translator principal și colaborează la Gazeta Żydowska (Gazeta evreiască) ca critic muzical.
În 1943 reușește să fugă în partea ariană a orașului, dar părinții săi vor muri în lagărele de concentrare ale Germaniei naziste.
În 1944 lucrează ca ofițer în Securitatea poloneză („Urząd Bezpieczeństwa”), la secția cenzură. Se alătură Partidului Polonez al Muncitorilor Uniți în 1945, atât din motive ideologice cât și din gratitudine față de Armata Roșie, care învingând Germania nazistă, i-a salvat viața.
Din 1948 până în 1949 este consul general al Poloniei și ofițer de informații (sub pseudonimul Ranicki) la Londra. În 1949 este rechemat la Varșovia, unde este dat afară din serviciul de informații și din partid, fiind acuzat de cosmopolitism și troțchism.
Va lucra apoi la editura Ministerului Apărării Naționale din Polonia, unde pune bazele unei secții de traduceri a scriitorilor contemporani germani, iar în paralel va lucra ca critic literar pentru literatură germană.
În 1958 preferă să nu se mai întoarcă din Republica Federală Germania împreună cu soția și copilul, unde primise o bursă de studii.
Scrie recenzii literare pentru ziare precum Die Welt și Frankfurter Allgemeine Zeitung.
Din 1960 până în 1973 este critic literar la ziarul săptămânal Die Zeit, iar din 1973 până în 1988 a fost șef al secției de literatură la Frankfurter Allgemeine Zeitung.
Fiul său, Andrew Ranicki (1948-2018), a fost profesor de matematică la Universitatea din Edinburgh, Scoția.

## Opera
- Literarisches Leben in Deutschland. Kommentare u. Pamphlete. München: Piper 1965.
- Deutsche Literatur in Ost und West Piper 1966.
- Literatur der kleinen Schritte. Deutsche Schriftsteller heute. Piper 1967.
- Die Ungeliebten. Sieben Emigranten. 1968.
- Über Ruhestörer. Juden in der deutschen Literatur. Piper 1973.
- Nachprüfung, Aufsätze über deutsche Schriftsteller von gestern. Piper 1977.
- (Ed.) Frankfurter Anthologie. Volume 1–29, Frankfurt: Insel 1978–2006.
- Entgegnung, Zur deutschen Literatur der siebziger Jahre. Deutsche Verlags-Anstalt 1981
- Thomas Mann und die Seinen. Stuttgart: Deutsche Verlags-Anstalt 1987, ISBN 3-421-06364-8
- Lauter Verrisse. München: DTV 1993, ISBN 3-423-11578-5
- Die Anwälte der Literatur. Deutsche Verlags-Anstalt 1994
- Nichts als Literatur. Aufsätze und Anmerkungen. Reclam 1995
- Romane von gestern, heute gelesen II. 1918 - 1933. Fischer 1996
- Mein Leben. Deutsche Verlags-Anstalt 1999, ISBN 3-423-13056-3
- Der Fall Heine. DTV 2000, ISBN 3-423-12774-0
- (Ed.) Hundert Gedichte des Jahrhunderts. Insel 2001
- (Ed.) Ein Jüngling liebt ein Mädchen. Deutsche Gedichte und ihre Interpretationen. Insel 2001
- Ungeheuer oben. Über Bertolt Brecht. Aufbau 2001
- Deutsche Literatur in West und Ost. DTV 2002
- Sieben Wegbereiter. Schriftsteller des 20. Jahrhunderts. München: Deutsche Verlags-Anstalt 2002, ISBN 3-421-05514-9
- Kritik als Beruf. Fischer 2002, ISBN 3-596-15577-0
- Über Literaturkritik. Deutsche Verlags-Anstalt 2002
- Erst leben, dann spielen. Über polnische Literatur. Wallstein 2002
- Lauter schwierige Patienten. List 2003
- Meine Bilder. Porträts und Aufsätze. Deutsche Verlags-Anstalt 2003, ISBN 3-421-05619-6
- Meine Geschichten. Von Johann Wolfgang Goethe bis heute. Insel 2003
- Unser Grass. Deutsche Verlags-Anstalt 2003, ISBN 3-421-05796-6
- Vom Tag gefordert. Reden in deutschen Angelegenheiten. DTV 2003, ISBN 3-423-13145-4
- Meine Geschichten. Von Johann Wolfgang von Goethe bis heute. Insel, 2003, ISBN 3-458-17166-5
- Meine Gedichte. Seit Walther von der Vogelweide. Insel 2003
- (Ed.) Der Kanon. Die deutsche Literatur Erzählungen 10 Bände und ein Begleitband. Insel 2003, ISBN 3-458-06760-4
- (Ed.) Meine Schulzeit im Dritten Reich. Erinnerungen deutscher Schriftsteller. DTV 2006
- Marcel Reich-Ranicki im Gespräch mit Wolfgang Koeppen. Suhrkamp 2006
- Über Amerikaner. Von Hemingway und Bellow bis Updike und Philip Roth. DTV 2006
- Aus persönlicher Sicht. Gespräche 1999 bis 2006 Marcel Reich- Ranicki, Christiane Schmidt; DVA 2006
- Marcel Reich-Ranicki antwortet auf 99 Fragen. Insel 2006, ISBN 3-458-34888-3